# شعب القاضي (السياني)

تعديل مصدري - تعديل

شعب القاضي هي إحدى قرى عزلة هدفان بمديرية السياني التابعة لمحافظة إب، بلغ تعداد سكانها 222 نسمة حسب تعداد اليمن لعام 2004.